# Улица Стамериенас
Улица Ста́мериенас (латыш. Stāmerienas iela) — улица в Видземском предместье города Риги, в исторических районах Тейка и Межциемс. Начинается в Тейке от Бривибас гатве, отделяя территорию торгового центра «Альфа» (бывшего одноимённого предприятия) от прилегающей жилой застройки; затем разделяется на две отдельных ветви — с нечётной и чётной нумерацией. «Чётная» ветвь поворачивает направо вдоль Бикерниекского леса и заканчивается соединением с безымянным проездом, выходящим к улицам Земгалю и Куршу. «Нечётная» ветвь поворачивает налево и пересекает границу Тейки и Межциемса, проходя между лесным массивом и канализованным руслом Шмерльупите. С другими улицами не пересекается.
На всём протяжении имеет асфальтовое покрытие. Длина улицы с «чётной» ветвью составляет 530 метров. Общественный транспорт по улице не курсирует.
Проложена в середине XX века; названа в честь латвийского волостного центра Стамериена. Переименований улицы не было.

## Социально значимые объекты
- Ул. Стамериенас, 1 — Югльское кладбище[3].
- Ул. Стамериенас, 4 — социально-реабилитационный центр для детей-сирот[4].
- Ул. Стамериенас, 8 — вечерняя (сменная) средняя школа № 9[5].